# SpaceGhostPurrp
Muney Jordan (Carol City, Florida, SAD, 1. travnja 1991.), bolje poznat po svom umjetničkom imenu SpaceGhostPurrp (ponekad stilizirano SPVCXGHXZTPVRRP) je američki reper i glazbeni producent iz Miamija, Floride. Počeo je repati sa sedam, a stvarati glazbu s trinaest godina. Svoju glazbenu karijeru je započeo 2010. godine kada je objavio svoj prvi miksani album NASA: The Mixtape. Odmah sljedeće godine je objavio drugi miksani album Blvcklvnd Rvdix 66.6. Iste godine je objavio i svoj prvi EP God of Black EP Vol. 1. Prvi nezavisni album Mysterious Phonk je objavio u lipnju 2012. godine.

## Diskografija

### Nezavisni albumi
- Mysterious Phonk (2012.)

### EP-ovi
- God of Black EP Vol. 1 (2011.)

### Miksani albumi
- NASA: The Mixtape (2010.)
- Blvcklvnd Rvdix 66.6 (2011.)